# アレックス・ニメリー
アレックス・ニメリー（Alex Nimely 、1991年5月11日 - ）は、リベリア・モンロビア出身の元プロサッカー選手。現役時代のポジションはFW。

## 経歴

### クラブ
2007年12月、マンチェスター・シティFCのトライアルに参加。2008年1月に4年契約を結んだ。2010年4月のバーンリーFC戦でプレミアリーグ初出場。2010年12月、UEFAヨーロッパリーグ・ユベントスFC戦に出場したが、61分にパブロ・サバレタへのタックルで退場処分を受けた。これがマンチェスター・シティでの最後の出場試合となった。
2014年11月、フットボールリーグ1のポート・ヴェイルFCに加入。

### 代表
2010年5月、2010 FIFAワールドカップ・アフリカ予選を控えるサッカーリベリア代表の招集を受けたが、これを拒否。父親がイングランド人であることからイングランド代表入りを希望した。2009年、エジプトで開催された2009 FIFA U-20ワールドカップにU-20イングランド代表の一員として参加した。グループステージのウズベキスタン戦で、大会を通じてイングランド代表唯一の得点を挙げた。2011年11月、U-21代表に招集されたが負傷のため辞退した。そしてこれより上の世代でイングランド代表に招集されることはなかった。
2016年10月、リベリア代表の招集に応じ、翌11月に開催されたケニア代表との親善試合でベンチ入りした。

## 所属クラブ
ユース
- バラックYC 1997-2007
- マイティ・バロール 1997-2007

プロ
- コトンスポール・ガルア 2006-2008
- マンチェスター・シティFC 2008-2014

→ミドルズブラFC 2011 (loan)
→コヴェントリー・シティFC 2012 (loan)
→クリスタル・パレスFC 2013 (loan)
- ポート・ヴェイルFC 2014-2015
- ACSポリ・ティミショアラ 2016
- FCヴィトルル・コンスタンツァ 2016-2017
- スターベクIF 2017
- FCホンカ 2018
- ケタリング・タウンFC 2019

## 代表歴
- イングランドU-20
  - 2009 FIFA U-20ワールドカップ